# Irdengut
Irdengut (auch Irdenware) ist ein Sammelbegriff für eine Klasse bei niedriger Temperatur gebrannter keramischer, „irdener“ (von mittelhochdeutsch irdīn „irden“) Werkstoffe. Bei ihnen sintert der Scherben während des Brennprozesses nicht vollständig dicht, so dass unglasiertes Irdengut aufgrund offener Porosität wasserdurchlässig ist. Zu Irdengut gehören die sogenannte Hafnerkeramik (mit Brenntemperaturen um 700 – 800 °C), Fayencen und andere Tonwaren (mit Brenntemperaturen etwa zwischen 950 °C und 1040 °C), sowie das Steingut (mit Brenntemperaturen zumeist zwischen 1120 °C und 1250 °C).
Wichtigste Ausgangsstoffe sind Ton, Feldspat, Kalk und teilweise weitere Beimischungen. Der gesinterte Scherben ist porös, hart, fest und auch dünn strukturiert nicht durchscheinend.

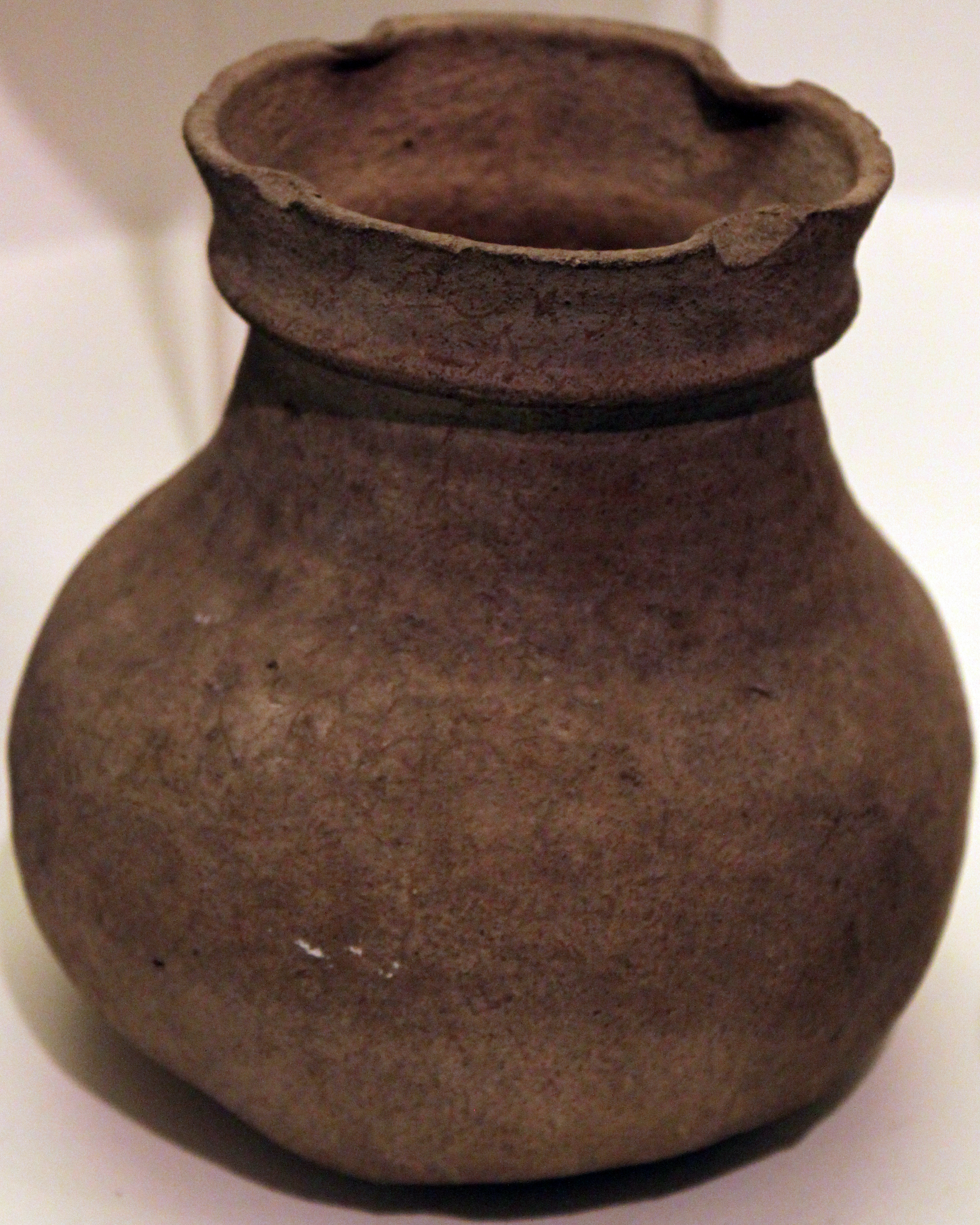
Beispiel für schlichte Irdenware: Haushaltsgefäß, Ende 14. Jahrhundert, Berlin

| Keramik | Klasse: Irdengut | - Unterklasse: Baukeramik - Unterklasse: Feuerfeste Keramik - Unterklasse: Sonstiges Irdengut - Unterklasse: Steingut |